# 266921 Culhane
266921 Culhane este o planetă minoră (asteroid), cu un diametru de 2,288 km, din centura de asteroizi. A fost descoperită pe 14 februarie 2010 la Wise Observatory⁠(d) de Wide-field Infrared Survey Explorer⁠(d). 
Obiectul prezintă o orbită caracterizată de o semiaxă mare de 2,5985192552107 UAi, o excentricitate de 0,22889476465304, o înclinație de 10,655034998672 ° în raport cu ecliptica.